# Fixsenia neglecta
Fixsenia neglecta är en fjärilsart som beskrevs av De Sagarra 1927. Fixsenia neglecta ingår i släktet Fixsenia och familjen juvelvingar. Inga underarter finns listade i Catalogue of Life.